# Sagaingregionen
Sagaingregionen är en region i Myanmar. Den ligger i den norra delen av landet, 400 km norr om huvudstaden Naypyidaw. Antalet invånare är 5 320 299. Arean är 93 705 kvadratkilometer. Sagaingregionen gränsar till Arunachal Pradesh och Mandalayregionen. 
Terrängen i Sagaingregionen är kuperad västerut, men österut är den bergig.
Sagaingregionen delas in i:
- Mawlaik District
- Shwebo District
- Sagaing District
- Hkamti District
- Katha District
- Kale District
- Tamu District
- Monywa
- Yinmabin
- Lay Shi
- Chaung-U
- Lahe
- Yinmabin
- Shwebo
- Ye-U
- Kalewa
- Kawlin
- Paungbyin
- Indaw
- Pale
- Budalin
- Khin-U
- Mingin
- Wuntho
- Katha
- Tamu
- Nanyun
- Monywa
- Kale
- Kanbalu
- Banmauk
- Myaung
- Salingyi
- Kani
- Tigyaing
- Hkamti
- Taze
- Mawlaik
- Kyunhla
- Homalin
- Pinlebu
- Tabayin
- Wetlet
- Ayadaw
- Myinmu
- Sagaing

Följande samhällen finns i Sagaingregionen:
- Monywa
- Shwebo
- Sagaing
- Mawlaik
- Haka
- Homalin
- Mingun